# Guglielmo Barbini
Guglielmo Barbini (Murano, 13 maggio 1898 – Venezia, 1999) è stato un incisore italiano specializzato nelle incisioni su vetro e specchi, socio fondatore del laboratorio S.A.L.I.R. (Studio Ars et Labor Industrie Riunite).

## Biografia
Nato a Murano da Vincenzo Barbini ed Anna Fuga, discende da un'antica famiglia di vetrai muranese che, per più di cinque secoli, operò nei vari settori della produzione vetraria dell'isola, come nella produzione di lampadari, di perle e oggettistica varia, specializzandosi, in particolar modo, nella fabbricazione di specchi veneziani.
Guglielmo, cresciuto all'interno di una famiglia numerosa, comincia a lavorare in giovane età, dopo aver frequentato le scuole elementari, fino alla quarta classe, e, come tutti i suoi fratelli, la scuola per vetrai fondata dall'Abate Vincenzo Zanetti.
Assieme al fratello Pio, tre anni più giovane di lui, parteciperà alla Grande Guerra, prendendo parte agli scontri bellici, prima a Osoppo, poi sul Monte Grappa. Alla fine della guerra gli verrà conferito il grado di Caporal Maggiore; nel 1965 il Presidente del Consiglio gli conferirà l'onorificenza di Cavaliere della Repubblica e nel 1970 il titolo di Cavaliere di Vittorio Veneto per il coraggio dimostrato in battaglia.
Tornato in isola riprenderà a lavorare come incisore presso la vetreria Franchetti e, successivamente, darà avvio alla sua prima attività con Giuseppe D'Alpaos, ai quali, poco dopo, si unirà Decio Toso, fondando nel 1923 la S.A.L.I.R. (Studio Ars et Labor Industrie Riunite), rinomato laboratorio artistico specializzato in incisione, intaglio, decorazione a smalto e doratura su vetro. Guglielmo parteciperà attivamente alla produzione vetraria della fabbrica come incisore, intessendo proficui rapporti con numerosi artisti e designer dell'epoca, tra cui, Dino Martens, Franz Pelzel e Guido Balsamo Stella. A partire dal 1927 collaborerà anche come incisore presso il laboratorio artistico del fratello Nicolò Barbini, chiamato in seguito Artigianato Artistico Veneziano.
Nel 1929 sposa Elena Portelli, figlia di un importante commerciante di tessuti a Venezia, e nel 1930 esporrà alla XVII Biennale d'Arte di Venezia, nella sezione Arti figurative.
Nel 1936, dopo aver lasciato la S.A.L.I.R., fonda un proprio laboratorio di incisione, la "Barbini Guglielmo", collaborando per molto tempo con la Nason&Moretti per l'incisione di bicchieri, specializzandosi, in particolar modo, nella realizzazione di specchi a parete, mobili in cristallo e riproducendo una rara serie di oggetti d'antiquariato. Il suo stile si caratterizzerà sin dall'inizio per l'introduzione delle forme classiche, rese leggere dalla sua maestria.
Guglielmo apporterà anche considerevoli innovazioni per quanto riguarda l'arte dell'incisione, introducendo l'utilizzo della ruota in pietra arenaria e in corindone (tuttora usate dagli artigiani muranesi) e inventando lo stile mosaico e gli specchi molati di ispirazione francese.
Il merito più grande di Guglielmo è quello di aver ripreso, assieme al fratello Nicolò Barbini, la lavorazione degli specchi veneziani, quasi del tutto dimenticata all'inizio del XX secolo.
Guglielmo lavorerà fino all'età di settant'anni, dopodiché, si ritirerà nella sua casa a Madonna dell'Orto, a Venezia, assieme alla moglie Elena, trascorrendo le sue giornate in compagnia degli amici, importanti commercianti veneziani, e dedicandosi a quella che fu la sua grande passione di sempre, ossia, la pittura. 
Gli ultimi dieci anni della sua vita li trascorrerà redigendo le sue memorie, tra le frequenti visite dei numerosi nipoti e pronipoti. 
Morirà all'età di 101 anni, nel 1999, poco tempo dopo la moglie.